# Cyathea costulisora
Cyathea costulisora är en ormbunkeart som beskrevs av Karel Domin. Cyathea costulisora ingår i släktet Cyathea och familjen Cyatheaceae. Inga underarter finns listade.